# Johannes Borer

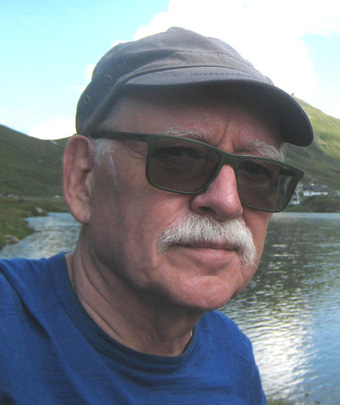
Johannes Borer (2021)

Johannes Borer (* 18. September 1949 in Zwingen/BL) ist ein Schweizer Cartoonist, Zeichner und Illustrator.

## Leben
Borer wuchs in Zwingen bei Basel auf und liess sich nach Handelsschule und Ausbildung zum Betriebsekretär bei der Post zum Grafiker und später zum Werbeassistenten umschulen. Nach einigen Jahren als Grafiker und Werbeberater in Zürich war er als selbständiger Cartoonist, Rätselzeichner und Illustrator tätig. 1980 zog er nach Allschwil bei Basel und lebt seit 2010 in Sion, Wallis.
Die ersten Zeichnungen erschienen 1973 in den Zeitschriften Schweizer Jugend und Team, seither in über 100 Zeitungen und Zeitschriften weltweit. Ab 1984 regelmässig im Nebelspalter, Stern, Punch, Pardon, Lui, Eulenspiegel, Reader’s Digest, Schweizer Illustrierte, SonntagsBlick, Die Zeit.

## Auszeichnungen
- 1984: Publikumspreis, Knokke (Belgien)
- 1985: Spezialpreis, Skopje (Mazedonien)
- 2007: Publikumspreis, Langnau (Schweiz)

## Werke (Auswahl)
- Wer isst die längste Spaghetti. Schweizerisches Jugendschriftenwerk, Zürich 1984, DNB 870113372.
- Augen auf – Cartoons zum täglichen Horror. Fackelträger Verlag, Hannover 1988, ISBN 3-7716-1491-0.
- Rätsel-Cartoons von A bis Z. Otto Maier Verlag, Ravensburg 1988, ISBN 3-473-51675-9.
- Total verborert. Nebelspalter, Rorschach 1992, ISBN 3-85819-167-1.
- Wirbelwörter. Schweizerisches Jugendschriftenwerk, Zürich 1996, DNB 948514957.
- Lupenrein. Schweizerisches Jugendschriftenwerk, Zürich 1997.
- Ich habe mich in einen Schundroman verliebt. Letterado Verlag, Quedlinburg 2006, ISBN 3-938579-13-7.
- Über Bock und Stein nach Santiago. Epubli Verlag, Berlin 2015, ISBN 978-3-7375-4054-4.
- Minimuh - 150 Comic Strips für Jung und Alt. Epubli Verlag, Berlin 2022, ISBN 978-3-7375-4176-3